# Ministerio de Defensa Nacional (Colombia)
El Ministerio de Defensa Nacional (Mindefensa) es la máxima autoridad en materia de defensa, seguridad y asuntos militares de la República de Colombia; formula, diseña, desarrolla y ejecuta las políticas de defensa y seguridad nacional; conduce la Fuerza Pública, conformada por las Fuerzas Militares, (Ejército Nacional, Armada Nacional, Fuerza Aérea),  y la Policía Nacional. Además tiene adscrita  la Defensa Civil Colombiana (Institución Social y Humanitaria de Rescate y Socorro). Su sede se encuentra en el Centro Administrativo Nacional (CAN), al occidente de Bogotá.

## Historia
Las funciones del actual Ministerio de Defensa las ejercían desde 1821 las Secretarías de Guerra y de Marina, si bien nunca llegaron a funcionar separadamente, dándosele la responsabilidad de dirigir las dos secretarías siempre a una sola persona. Esto llevó a la fusión de las dos oficinas en 1828, convirtiéndose en la Secretaría de Guerra y Marina. A lo largo del siglo XIX esta secretaría ocupó a varios de los más destacados militares colombianos, varios de los cuales llegarían a ejercer la Presidencia del país, demostrando el elevado peso político de esta cartera.
Con la constitución de 1886 se cambió el título de Secretaría por el de Ministerio, conservando sus funciones intactas. A principios del siglo XX se empezó a acostumbrar la designación de civiles en el Ministerio de Guerra (se le había suprimido) debido al decaimiento de la influencia política de los militares; pero en el gobierno militar de Gustavo Rojas Pinilla se volvió a la tradición de designar un militar para este cargo. En 1965, desde el gobierno de Guillermo León Valencia, se decide que esta cartera pase a llamarse Ministerio de Defensa Nacional, para significar que su objetivo principal no era ya la guerra con una nación extranjera, sino la defensa del país frente a la amenaza guerrillera. Desde 1991, el Ministerio había sido dirigido por políticos civiles, siendo su primer titular civil Rafael Pardo; no obstate, esta situación cambió con la llegada del Mayor general (R) Pedro Arnulfo Sánchez en 2025.

## Estructura
El Ministerio de Defensa Nacional está conformado por el ministro de Defensa, las Fuerzas Militares, la Policía Nacional, las Secretarías de Gabinete y General y los tres Viceministerios, de esta forma:
- Despacho del Ministro
  - Comando General de las Fuerzas Militares
    - Ejército Nacional
    - Armada de la República
      - Dirección General Marítima

    - Fuerza Aérea Colombiana

  - Policía Nacional
  - Secretaría de Gabinete
  - Obispado Castrense
  - Viceministerio para las Políticas y Asuntos Internacionales
  - Viceministerio para la Estrategia y Planeación
  - Viceministerio del GSED y Bienestar
  - Secretaría General[4]

## Ministros (desde 1810)
Artículo principal: Anexo:ministros de defensa de Colombia
Apuntes históricos Ministros de Guerra y Defensa de Colombia / 1810 - 2018